# Galerie de Multiples
 (février 2021).
La mise en forme du texte ne suit pas les recommandations de Wikipédia : il faut le « wikifier ».
Les points d'amélioration suivants sont les cas les plus fréquents :
- Les titres sont pré-formatés par le logiciel. Ils ne sont ni en capitales, ni en gras.
- Le texte ne doit pas être écrit en capitales (les noms de famille non plus), ni en gras, ni en italique, ni en « petit »…
- Le gras n'est utilisé que pour surligner le titre de l'article dans l'introduction, une seule fois.
- L'italique est rarement utilisé : mots en langue étrangère, titres d'œuvres, noms de bateaux, etc.
- Les citations ne sont pas en italique mais en corps de texte normal. Elles sont entourées par des guillemets français : « et ».
- Les listes à puces sont à éviter, des paragraphes rédigés étant largement préférés. Les tableaux sont à réserver à la présentation de données structurées (résultats, etc.).
- Les appels de note de bas de page (petits chiffres en exposant, introduits par l'outil «  Source ») sont à placer entre la fin de phrase et le point final[comme ça].
- Les liens internes (vers d'autres articles de Wikipédia) sont à choisir avec parcimonie. Créez des liens vers des articles approfondissant le sujet. Les termes génériques sans rapport avec le sujet sont à éviter, ainsi que les répétitions de liens vers un même terme.
- Les liens externes sont à placer uniquement dans une section « Liens externes », à la fin de l'article. Ces liens sont à choisir avec parcimonie suivant les règles définies. Si un lien sert de source à l'article, son insertion dans le texte est à faire par les notes de bas de page.
- La présentation des références doit suivre les conventions bibliographiques. Il est recommandé d'utiliser les modèles {{Ouvrage}}, {{Chapitre}}, {{Article}}, {{Lien web}} et/ou {{Bibliographie}}. Le mode d'édition visuel peut mettre en forme automatiquement les références.
- Insérer une infobox (cadre d'informations à droite) n'est pas obligatoire pour parachever la mise en page.

Pour une aide détaillée, merci de consulter Aide:Wikification.
Si vous pensez que ces points ont été résolus, vous pouvez retirer ce bandeau et améliorer la mise en forme d'un autre article.
 (février 2021).
L'article doit être relu — et modifié si nécessaire — par des contributeurs indépendants pour apporter un regard critique aux contributions effectuées en violation des conditions d'utilisation de Wikipédia, tant sur la forme (notamment concernant le style encyclopédique, la proportionnalité) que sur le fond (la neutralité de point de vue, la qualité et l'indépendance des sources).
La Galerie Des Multiples, créée à l'origine en 2003 par Sandrine Balleydier et Gilles Drouault, édite et diffuse depuis lors des œuvres originales multiples. Il s'agit d'une galerie d'art contemporain située à Paris, dans le troisième arrondissement.

## Historique
En 2003, Sandrine Balleydier et Gilles Drouault créent le studio de création graphique Les Multiples.
Par ailleurs, dès leur installation au 48, rue de Montmorency, Paris 3e, ils créent la Galerie Des Multiples.
Le but de la Galerie Des Multiples, dès son origine, est de participer à l’accessibilité de l’art contemporain. 
En effet, l’édition en plusieurs exemplaires d’une œuvre originale multiple permet à l’œuvre d’être financièrement plus accessible.
La Galerie Des Multiples trouvera son financement grâce au travail du studio Les Multiples. Telle est l'idée de départ, idée validée par l’expérience antérieure de Gilles Drouault à Montpellier, qui finança la galerie d’art contemporain Praxis par l’activité de son studio d’édition et de création Robert & Louise.
Dès la première année, l’artiste Mathieu Mercier rejoint Sandrine Balleydier et Gilles Drouault dans leur projet de galerie.
Et dès la première exposition, la Galerie Des Multiples tient à se faire éditeur en produisant une première œuvre. Il s’agit d’une impression rehaussée de Bertrand Parinet, qui fut l’étudiant de Gilles Drouault à l’école des Beaux-Arts de Nîmes.
La même année, la Galerie Des Multiples réalise sa première exposition personnelle de multiples avec Véronique Joumard, rencontrée elle aussi à l’ecole des Beaux Arts de Nîmes, où elle est alors enseignante.
Après Bertrand Parinet et Véronique Jourmard, c’est rapidement plus d’une dizaine d’œuvres qui sont éditées par le studio de création et d’édition Les Multiples : Daniel Buren, Bruno Peinado, Claude Closky, Emmanuelle Villard, Philippe Decrauzat, Jean-Luc Vilmouth, Stéphane Calais, Olivier Mosset, Xavier Veilhan, etc.
En 2005, Les Multiples déménagent pour un local qui offre un espace plus grand à l’exposition des multiples, au 17 rue Saint-Gilles, Paris 3e.
La galerie se fait aussi commissaire. Invitée, la galerie réalise différentes expositions de multiples. En 2003, "100 Mona Lisa valent mieux qu’une" pour la fondation Pernod Ricard. Pour la galerie Michel Rein, "Une poétique du multiple". Elle réalise également des expositions pour le Frac Metz, pour l'Artothèque de Villeurbanne, pour l'Artothèque de Caen, entre autres.
En 2009, la Galerie Des Multiples prend son indépendance vis à vis du Studio de création et devient la SARL GDM, galerie de multiples, gérée par Gilles Drouault.
Depuis 2010, l'équipe de GDM est composée des associé.e.s Gilles Drouault, Irene Varano, qui fut jusqu’en 2013 l'assistante de Gilles Drouault pour la galerie, et Stefan Nikolaev, artiste.
Depuis 2013, Magali Taureilles est la directrice de la Galerie de Multiples.
Depuis 10 ans, la SARL GDM, galerie des multiples poursuit et développe son projet d’accessibilité de l’art contemporain au niveau national et international.
La galerie des multiples a collaboré avec plus de 150 artistes, et a produit plusieurs centaines d’œuvres originales multiples.

## Participation aux foires
La Galerie Des Multiples participe à des foires internationales : FIAC, Art Brussels, Art Basel Hongkong, Art Basel Miami, Art Los Angeles Contemporary, Art Paris Art Fair, Artissima, Armory Show, etc.

## Artistes
Cécile Bart, Charbel-joseph H. Boutros, Stéphane Calais, Gaëlle Choisne, Viriya Chotpanyavisut, matali crasset, Jason Dodge, Peter Downsbrough, Mounir Fatmi, Amy Granat, Louis Granet, Véronique Joumard, Regine Kolle, Pierre Labat, Alix Lambert, Rafaela Lopez, Antoine Marquis, Matthew McCaslin, Flora Moscovici, Olivier Mosset, Damir Ocko, Bill Owens, Andreas Reiter Raabe, Vincent Szarek, Hu Yun...